# Superkupa Shqiptar 2018
La Superkupa Shqiptar 2018 si è disputata il 12 agosto a Tirana, in Albania, allo Stadiumi Selman Stërmasi. La sfida ha visto contrapposte lo Skënderbeu, vincitore della Kategoria Superiore 2017-2018 ed il Laçi detentrice della Kupa e Shqipërisë 2017-2018; a conquistare il trofeo è stato lo Skënderbeu che si è imposto sul Laçi per 3-2 nei tempi regolamentari.

## Tabellino
| Arbitro: | Xhaja (Tirana) |

|                                       |           |                        |
| Aliti 54’ Muzaka 68’ (rig.) Bregu 71’ | Marcatori | 48’ Lushkja 84’ Xhixha |